# 德里克·迈耶
德里克·迈耶（英語：Derek Mayer，1967年5月21日—），加拿大男子冰球运动员，场上位置是后卫。他曾代表加拿大国家队参加1994年冬季奥林匹克运动会冰球比赛，获得一枚银牌。